# Sibang Gede
Sibang Gede is een bestuurslaag in het regentschap Badung van de provincie Bali, Indonesië. Sibang Gede telt 6307 inwoners (volkstelling 2010).